# Александър II (Епир)
Вижте пояснителната страница за други личности с името Александър II.
Александър II (на старогръцки: Ἀλἑξανδρος) е цар молосите и хегемон на Епир (272 пр.н.е. - 242 пр.н.е.) от фамилията Еакиди, произлизаща от Еак.
Той последва баща си Пир I на трона през 272 пр.н.е.. Майка му е Ланаса, дъщеря на цар Агатокъл († 289 пр.н.е.), който е тиран на Сиракуза и цар на Сицилия и вероятно на неговата втора съпруга Алция.
Александър II се жени за полусестра си Олимпия II.  Това е единствена женитба между брат и сестра между Еакидите.
Александър II напада Антигон II Гонат от Македония и завладява голяма част от страната му, обаче е прогонен от син му Деметрий II, както от Македония така и от Епир. С помощта на акарнанийците и етолейците той успява да си завоюва царството обратно.
След смъртта му неговата сестра-съпруга поема регентството за техните малолетни синове Пир II и Птолемей и сключва съюз с Деметрий II от Македония, на когото дава преди 239 пр.н.е. дъщеря си Фтия за съпруга.

## Деца
Александър и Олимпия II имат децата:
- Пир II, цар на Епир (255–238 пр.н.е.)
- Птолемей, цар на Епир (238–235 пр.н.е.)
- Фтия, втората съпруга на Деметрий II Етолик (упр. 239-229 пр.н.е.), цар на Македония от династията на Антигонидите